# Лисса
Ли́сса (др.-греч. Λύσσα; λύσσᾰ — «ярость», «неистовство»; «исступление», «неукротимая страсть»; «собачье бешенство», восходит к λύκος, «волк») — в древнегреческой мифологии божество, персонификация бешенства и безумия. Порождена Нюктой и Ураном. Она родилась от Нюкты, оплодотворенной сукровицей, которую она вылила из Урана при кастрации Кроносом, хотя Хигино помещает её среди детей Эфира и Геи. Насылает безумие на Миниад из Орхомена, на собак Актеона, на Геракла, который убивает своих детей. Действующее лицо трагедии Еврипида «Геракл». В этой трагедии богиня Гера приказывает Лиссе лишить героя рассудка. В приступе безумия Геракл убивает жену и детей. Для того, чтобы прекратить приступ безумия, Афина ударом огромного камня повергает Геракла в тяжёлый сон.

## Интерпретация
В древнегреческом эпосе состояние боевого исступления обозначалось словом λύσσα, то есть «ярость воителя, который благодаря ей становится неуязвимым и уподобляется волку или псу». Это состояние исступления сопровождалось не только «бешенством», но и потерей осознания своего «Я» и ощущением подчинения чужой (божественной) воле: «Отвагу, позволявшую воину совершать столь блестящие подвиги, он черпал в своего рода экзальтации, воинском неистовстве (λύσσα), в которое он был ввергнут помимо своей воли, вдохновленный богом μένος)».
В «Илиаде» слово λύσσα и его производные три раза относятся к Гектору (I 239; 305; N 53) и один раз к Ахиллу (Ф 542—543), то есть к самым выдающимся героям обеих воюющих сторон. Описание «лисса» также содержится в стихах 237—239 IX песни «Илиады»:

«Гектор же, весьма кичась силой, ужасно неистовствует, уповая на Зевса, и ни во что не ставит ни мужей, ни богов, ведь его охватила мощная λύσσα.»Оригинальный текст (др.-греч.)Ἕκτωρ δὲ μέγα σθένεϊ βλεμεαίνων μαίνεται ἐκπάγλως πίσυνος Διί, οὐδέ τι τίει ἀνέρας οὐδὲ θεούς κρατερὴ δέ ἑ λύσσα δέδυκεν.
 Позже, когда это слово утеряло своё специфическое значение, связанное с воинской доблестью, оно продолжало относиться к священному исступлению вакханок.
Лисса была фигурой афинской трагедии. У Эсхила она появляется как агент Диониса, посланный, чтобы свести с ума Миньяды, а у Еврипида она послана Герой, чтобы довести Геракла до безумия.
Греческая вазопись изображает её стоящей рядом с Актеоном, когда его разрывают на части обезумевшие гончие. В этой сцене она предстает в образе женщины, одетой в короткую юбку и увенчанной собачьей шапкой, олицетворяющей безумие бешенства. Во время охоты в лесу со своими собаками Актеон наткнулся на богиню Артемиду, которая купалась обнаженной в озере. Артемида заметила его и, разъярившись, превратила в оленя. Затем Лисса вселила бешенство в собак Актеона, которые разорвали его на части.
На расписных изделиях из южной Италии на изображениях Лиссы видны яркие гало.
Лисса была близка к Маниям (Maniae), богиням мании и безумия. Её римскими эквивалентами были Ира и Фурор.